# كريملو
كريملو (بالإنجليزية: Karimlu)‏ هي مستوطنة تقع في قسم اجارود الشرقي الريفي في إيران. يقدر عدد سكانها بـ 86 نسمة .